# Juan Pablo Fusi
Juan Pablo Fusi Aizpurúa (San Sebastián, 24 de septiembre de 1945) es un historiador español, centrado fundamentalmente en la historia de España contemporánea y, especialmente, sobre el País Vasco y los nacionalismos. Es discípulo de Raymond Carr.

## Formación
Es licenciado en Historia por la Universidad Complutense de Madrid y doctor en Filosofía y Letras (Historia) por la misma universidad.
Asimismo, es doctor en Filosofía por la Universidad de Oxford y recibió el título de doctor honoris causa en Humanidades de la Universidad de Nueva York.

## Actividad docente
Ha dedicado gran parte de su vida a desarrollar su vocación docente en las principales universidades españolas y anglosajonas. Ha sido catedrático de Historia en la Universidad Complutense de Madrid en la que ostentó la cátedra de Historia Contemporánea desde 1988 y catedrático en las universidades de Murcia, Cantabria y País Vasco y profesor en el Colegio Universitario San Pablo-CEU, adscrito a la Universidad Complutense de Madrid. 
Además de haber colaborado como profesor en las universidades de California, Wisconsin y Oxford, su principal labor docente en el extranjero se desarrolló tras haberse formado en Oxford con el hispanista Raymond Carr. Entre 1976 y 1980, Fusi fue director del Centro de Estudios Ibéricos de St. Antony’s College de aquella universidad.
El 20 de abril de 2012 fue nombrado miembro de número de Jakiunde, Academia de las Ciencias, de las Artes y de las Letras del País Vasco. El 21 de noviembre de 2014, fue elegido académico de número de la Real Academia de la Historia para cubrir la vacante del anterior director de la institución, Gonzalo Anes, fallecido en marzo de 2014. El 13 de diciembre de 2015 leyó su discurso de ingreso.

## Actividad profesional
Entre su extensa actividad cultural cabe destacar que fue director de la Biblioteca Nacional de España entre 1986 y 1990, entidad a cuyo patronato pertenece en la actualidad, y que ha desempeñado el cargo de director académico del Instituto Universitario de Investigación Ortega y Gasset y de la Fundación José Ortega y Gasset entre 2001 y 2006, donde aún continúa como miembro del patronato y profesor emérito. En 2011 el Gobierno Vasco le otorga la distinción Lan Onari en reconocimiento a su trayectoria profesional.

## Publicaciones
Ha trabajado fundamentalmente sobre la historia de España contemporánea y, especialmente, sobre el País Vasco. 
Ha publicado, entre otros libros, 
- El País Vasco. Pluralismo y nacionalidad (1983)
- Franco, autoritarismo y poder personal (1985) Madrid : Suma de Letras, 2001 ISBN 84-663-0185-2 Taurus Ediciones, 1995. ISBN 84-306-0053-1
- España 1808-1996. El desafío de la modernidad (con Jordi Palafox, 1997)
- España, la evolución de la identidad nacional (2000)[5]
- Un siglo de España. La cultura (2000).
- La patria lejana. El nacionalismo en el siglo XX. Penguin Random House. 2010. ISBN 9788430615841.
- Historia mínima de España. Turner. 2012. ISBN 9788475066776.

Recibió el Premio Espejo de España en 1976 por su libro España, de la dictadura a la democracia, escrito en colaboración con Raymond Carr, y en 2001 recibió el Premio Montaigne europeo de ensayo.
En 2003 publicó La Patria lejana: el nacionalismo en el siglo XX, un ensayo sobre la evolución y diversidad de los movimientos nacionalistas contemporáneos no limitado al caso español.
Sus trabajos más recientes son: 
- La España del siglo XX (con S. Juliá, J.L. García Delgado y J.C. Jiménez, 2003)
- El País Vasco 1931-37.  Autonomía. Revolución.  Guerra Civil (2003)
- El malestar de la modernidad. Cuatro ensayos sobre historia y cultura (2004)[6]
- Identidades proscritas. El no nacionalismo en sociedades nacionalistas (2006)
- Breve historia del mundo contemporáneo. Desde 1776 hasta hoy (2013)
- El efecto Hitler. Una breve historia de la Segunda Guerra Mundial (2015)
- Breve historia del mundo. De la Edad Media hasta hoy (2016)
- Ideas y poder: 30 biografías del siglo xx (2019)